# À ta santé, Suzie !
À ta santé, Suzie ! est un album de bande dessinée, le deuxième de la série Lady S. Publié en 2005, il est dessiné par Philippe Aymond sur un scénario de Jean Van Hamme.

## Résumé
La jeune Shania Rivkas, d'origine estonienne, devient voleuse et usurpe l'identité de Suzan McKenzie. Elle est ensuite adoptée par un diplomate américain et devient Suzan Fitzroy.
Un maître chanteur la contraint à être complice du vol d'un dossier secret à l'ambassade de Turquie à Bruxelles, pendant un sommet de l'OTAN. Elle participe à ce vol en compagnie d'un ami d'enfance. 
Soupçonnée du vol et séquestrée, Suzan Fitzroy s'échappe et fait mine de communiquer le dossier volé à son commanditaire, mais restitue le vrai dossier à l'ambassadeur turc. 
Son maître chanteur l'informe alors que le prétendu dossier secret était une entreprise de désinformation. Il dit faire partie d'un organisme luttant pour la paix dans le monde. Il restera en contact avec elle et l'appellera désormais Lady S.

## Parution
Ce deuxième épisode de Lady S. est prépublié dans le périodique Spirou :
- « À ta santé, Suzie ! » dans Spirou, 2005.

Il paraît ensuite en album aux éditions Dargaud :
- Lady S. tome 2 : À ta santé, Suzie !, Dargaud, coll. Repérages, 2005, 44 planches  (ISBN 978-2-8001-3660-8).

## Sources
- Benoît Cassel, « Lady S. T2 : A ta santé, Suzie ! », sur planetebd.com, Planète BD, 25 septembre 2005.
- T. Pinet, « Lady S. : 2. À ta santé, Suzie ! », sur bdgest.com, BD Gest', 2005.